# Tillandsia barbeyana
Tillandsia barbeyana är en gräsväxtart som beskrevs av Marx Carl Ludwig Ludewig Wittmack. Tillandsia barbeyana ingår i släktet Tillandsia och familjen Bromeliaceae. Inga underarter finns listade i Catalogue of Life.